# Iresioides flavovittata
Iresioides flavovittata är en skalbaggsart som först beskrevs av Waterhouse 1880.  Iresioides flavovittata ingår i släktet Iresioides och familjen långhorningar.
Artens utbredningsområde är Madagaskar. Inga underarter finns listade i Catalogue of Life.